# 15 Batalion Dowodzenia
15 Olsztyński batalion dowodzenia (15 bdow) – samodzielny pododdział dowodzenia Wojska Polskiego.

## Tradycje
Zgodnie z decyzją Ministra Obrony Narodowej ogłoszoną w Dzienniku Rozkazów MON z 1995, poz. 99, z dniem 15 lipca 1995 batalion przyjął nazwę wyróżniającą „Olsztyński” oraz przejął dziedzictwo i tradycje:
- pododdziałów łączności 15 Dywizji Piechoty (1919–1939)
- 29 batalionu łączności (1945–1989)

## Odznaka pamiątkowa
Odznaka o wymiarach 43x43 mm posiada kształt podwójnego krzyża o dolnych ramionach dłuższych, z krawędziami w kolorze złotym. Krzyż pokryty jest niebieską emalią z czarną obwódką wzdłuż krawędzi. Na górnym przecięciu ramion tarcza z granatową liczbą 15 na żółtym tle. Na dolnym skrzyżowaniu ramion tarcza z herbem Olsztyna. Między tarczami, na krzyżu, fragment znaku wojsk łączności z okresu II Rzeczypospolitej.  Po obu stronach osi odznaki symetrycznie nałożone dwa srebrne miecze grunwaldzkie. Na ich klingach czarny napis BATALION DOWODZENIA.
Odznakę zaprojektowali: Jan Mazur, Wiesław Bartkowicz i Adam Andruszkiewicz, a wykonano ją w pracowni grawerskiej Zygmunta Olszewskiego w Warszawie.